# Bridge of Allan
Bridge of Allan (gälisch: Drochaid Alain) ist eine Stadt in der schottischen Council Area Stirling, rund 50 Kilometer nordöstlich von Glasgow. Sie liegt auf dem historischen Gebiet der traditionellen Grafschaft Stirlingshire. Bridge of Allan ist etwa einen Kilometer nordwestlich von Stirling und vier Kilometer südlich von Dunblane an den Westausläufern der Ochil Hills gelegen und verzeichnete im Jahre 2011 4930 Einwohner. Es ist eine der 42 Community Council Areas in der Council Area.

## Geschichte
Der Stadtname leitet sich von dem Fluss Allan Water, einem Zufluss des Forth ab. Die früheste Aufzeichnung über eine Brücke über das Allan Water am Ort der heutigen Stadt datiert aus dem Jahr 1520. Zwischen dem 15. Jahrhundert und dem Jahre 1815 wurde nahe Bridge of Allan Kupfer abgebaut. Bridge of Allan entwickelte sich im Laufe des 19. Jahrhunderts als beliebtes Reiseziel für Erholungs- und Kururlauber. Sir Robert Abercromby ließ zu Beginn des 19. Jahrhunderts zu diesem Zwecke ein Kurzentrum einrichten. Zu den Urlaubsgästen zählten unter anderem Robert Louis Stevenson und Charles Dickens. 1846 wurde Bridge of Allan an das Bahnnetz angeschlossen.

## Verkehr
Bridge of Allan liegt direkt an der bedeutenden Fernverkehrsstraße A9, die zwei Kilometer nordwestlich der Stadt das nördliche Streckenende der M9 aufnimmt. Der Bahnhof von Bridge of Allan wird von der Edinburgh to Dunblane Line und der Croy Line bedient.

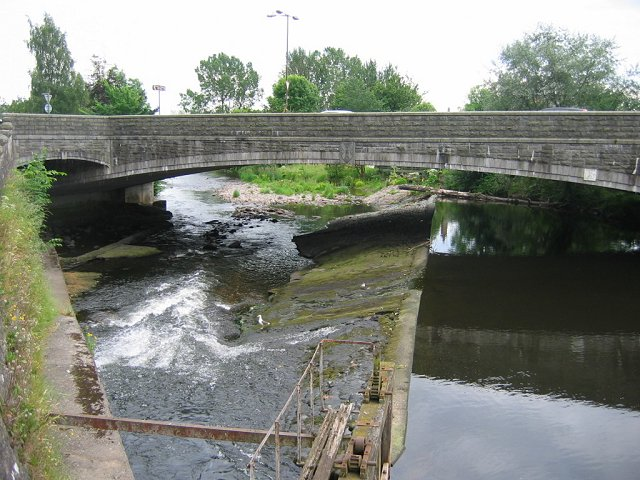
Brücke über das Allan Water
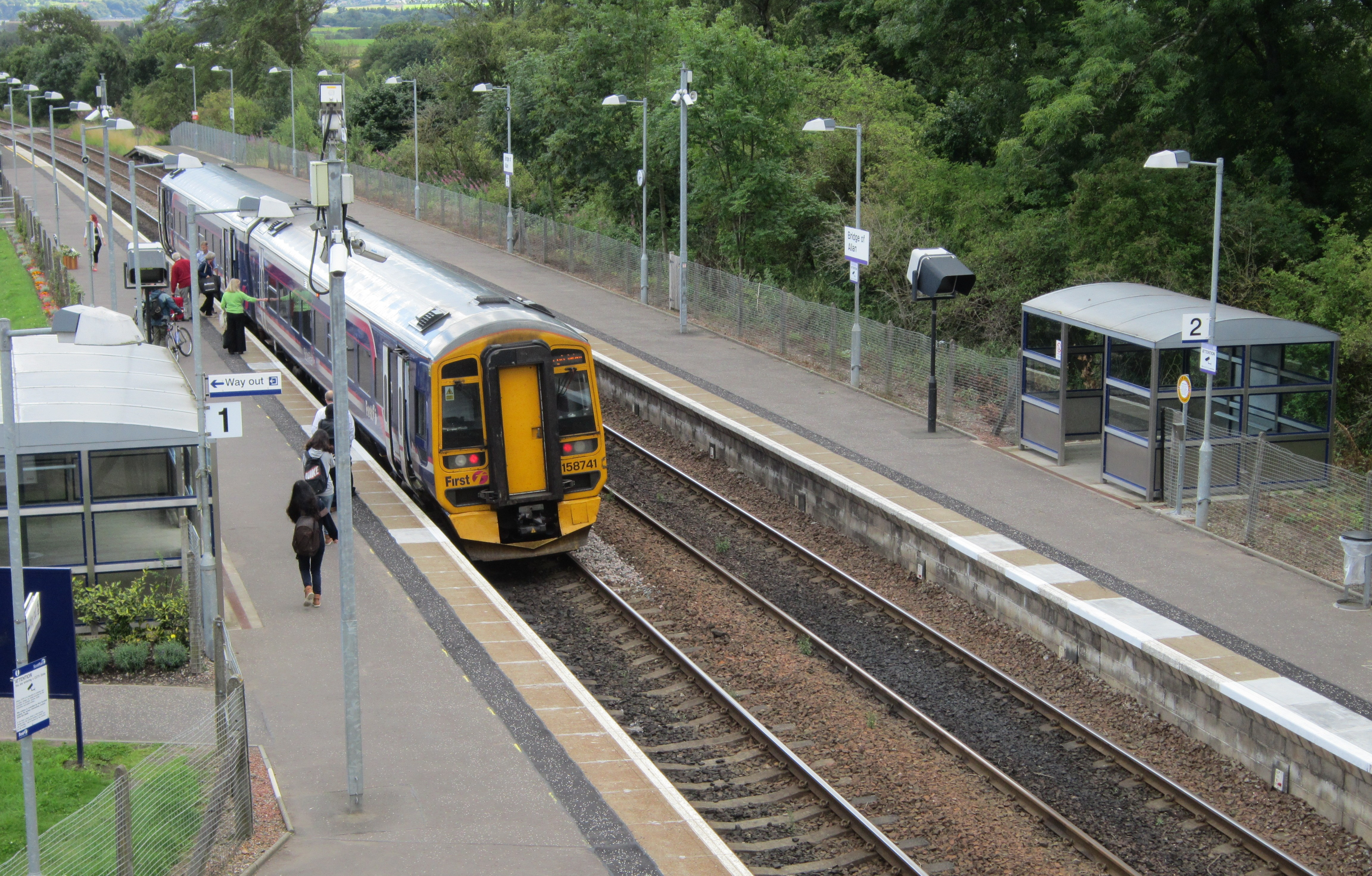
Bahnhof von Bridge of Allan
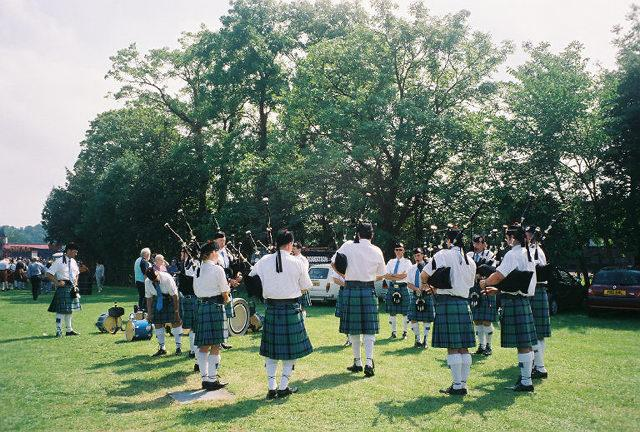
Musikgruppe bei den Strathallan Games

## Persönlichkeiten
- William York MacGregor (1855–1923), Maler des Spätimpressionismus
- Donald Ewen Cameron (1901–1967), Psychiater
- Judy Murray (* 1958), Tennislehrerin
- Finn Russell (* 1992), Rugby-Union-Spieler